# Associazione Calcio Lecco 1959-1960
Questa pagina raccoglie le informazioni riguardanti l'Associazione Calcio Lecco nelle competizioni ufficiali della stagione 1959-1960.

## Stagione
Nella stagione 1959-1960 il Lecco ha disputato il campionato di Serie B, un torneo a 20 formazioni che prevede tre promozioni in Serie A e tre retrocessioni in Serie C. Con 50 punti in classifica il Lecco ha ottenuto il secondo posto e la promozione in Serie A, con il Torino che ha vinto il campionato con 51 punti ed il Catania terzo con 47 punti. Sono retrocesse in Serie C il Taranto, il Modena ed il Cagliari. In Coppa Italia subito eliminato il Lecco al primo turno dai cugini del Como (2-1).
Il sogno diventa realtà, il presidente Mario Ceppi consegna il Lecco alla storia del calcio italiano con la storica promozione in Serie A. La ferrea volontà del presidente bluceleste, le sue decisioni, permettono alla squadra di salire di livello fino a raggiungere la massima serie. Con Dino Achilli passato ad allenare l'Inter, sulla panca del Lecco arriva il quarantenne Angelo Piccioli. La rosa che tanto bene aveva fatto la scorsa stagione viene confermata, con l'ungherese István Nyers, rimessosi dall'infortunio che lo aveva limitato lo scorso anno, che rappresenta l'uomo in più nel gruppo. I numeri sono lo specchio fedele del grande campionato del Lecco, secondo ad un solo punto dalla corazzata Torino in Serie B solo incidentalmente, il Rigamonti-Ceppi imbattuto, mentre in trasferta raccoglie 19 punti in 19 partite. Il giorno della grande festa è il 26 maggio 1960, data storica del calcio lecchese, con il (3-0) inflitto al Venezia arriva l'approdo in Serie A. Nel mese di giugno vi è tempo per una parentesi internazionale in Coppa dell'Amicizia contro i francesi del Rouen.

## Rosa
| N. |                   | Ruolo | Calciatore        |
| -- | ----------------- | ----- | ----------------- |
|    | Italia (bandiera) | C     | Enrico Arienti    |
|    | Italia (bandiera) | D     | Giampiero Bartoli |
|    | Italia (bandiera) | D     | Remo Bicchierai   |
|    | Italia (bandiera) | A     | Rodolfo Bonacchi  |
|    | Italia (bandiera) | P     | Eugenio Bruschini |
|    | Italia (bandiera) | D     | Ennio Cardoni     |
|    | Italia (bandiera) | C     | Francesco Duzioni |
|    | Italia (bandiera) | A     | Franco Fontanot   |
|    | Italia (bandiera) | D     | Silvio Franchi    |
|    | Italia (bandiera) | A     | Angelo Gandini    |

| N. |                     | Ruolo | Calciatore         |
| -- | ------------------- | ----- | ------------------ |
|    | Italia (bandiera)   | A     | Pierluigi Garavino |
|    | Italia (bandiera)   | A     | Glauco Gilardoni   |
|    | Italia (bandiera)   | C     | Clemente Gotti     |
|    | Italia (bandiera)   | A     | Carmine Gravina    |
|    | Italia (bandiera)   | A     | Giovanni Meregalli |
|    | Italia (bandiera)   | C     | Roberto Nistri     |
|    | Ungheria (bandiera) | A     | István Nyers       |
|    | Italia (bandiera)   | A     | Mario Saccani      |
|    | Italia (bandiera)   | C     | Marco Savioni      |
|    | Italia (bandiera)   | D     | Ezio Tettamanti    |

## Risultati

### Serie B

#### Girone di andata
| Arbitro: | Francescon (Padova) |

|                        |           |             |
| Nyers 24’ Bonacchi 85’ | Marcatori | 59’ Cignani |

| Arbitro: | D'Agostini (Roma) |

|                  |           |           |
| Regalia 17’, 69’ | Marcatori | 49’ Nyers |

| Arbitro: | Ascari (Carpi) |

|                        |           |                        |
| Buzzin 19’ Morelli 26’ | Marcatori | 46’ Gotti 48’ Bonacchi |

| Arbitro: | Cariani (Roma) |

|                                     |           |                  |
| Bonacchi 40’ Gotti 67’ Fontanot 81’ | Marcatori | 22’, 53’ Baldini |

| Arbitro: | Gay (Asti) |

|                  |           |                        |
| Carminati II 46’ | Marcatori | 27’ Fontanot 57’ Nyers |

| Arbitro: | Borasio (Alessandria) |

|                                        |           |  |
| Bonacchi 21’ Savioni 44’ Gilardoni 69’ | Marcatori |  |

| Novara 1º novembre 1959 7ª giornata | Novara           | 0 – 0 | Lecco | Stadio Comunale\| Arbitro: \| Parisi (Messina) \| |
| Arbitro:                            | Parisi (Messina) |       |       |                                                   |

| Arbitro: | Rebuffo (Milano) |

|                        |           |  |
| Nyers 69’ Bonacchi 88’ | Marcatori |  |

| Arbitro: | Angelini (Firenze) |

|                                    |           |                            |
| Serradimigni 70’ (rig.) Congiu 80’ | Marcatori | 36’ Nyers 45’, 57’ Savioni |

| Arbitro: | Stanzione (Salerno) |

|                             |           |           |
| Nyers 58’, 87’ Bonacchi 63’ | Marcatori | 42’ Corso |

| Arbitro: | Adami (Roma) |

|             |           |           |
| Virgili 22’ | Marcatori | 15’ Gotti |

| Valdagno 13 dicembre 1959 12ª giornata | Marzotto Valdagno   | 0 – 0 | Lecco | Stadio dei Fiori\| Arbitro: \| Gambarotta (Genova) \| |
| Arbitro:                               | Gambarotta (Genova) |       |       |                                                       |

| Lecco 20 dicembre 1959 13ª giornata | Lecco            | 1 – 1 | Ozo Mantova | Stadio Mario Rigamonti\| Arbitro: \| Rebuffo (Milano) \| |
| Arbitro:                            | Rebuffo (Milano) |       |             |                                                          |

| Arbitro: | Sbardella (Roma) |

|              |           |  |
| Fiorindi 78’ | Marcatori |  |

| Arbitro: | D'Agostini (Roma) |

|                  |           |          |
| Gotti 81’ (rig.) | Marcatori | 56’ Puia |

| Arbitro: | Gazzano (Genova) |

|                                        |           |                     |
| Gravina 20’ Fontanot 46’ Gilardoni 54’ | Marcatori | 82’ (rig.) De Nardi |

| Arbitro: | De Robbio (Torre Annunziata) |

|           |           |  |
| Rossi 60’ | Marcatori |  |

| Parma 24 gennaio 1960 18ª giornata | Parma               | 0 – 0 | Lecco | Stadio Ennio Tardini\| Arbitro: \| Francescon (Padova) \| |
| Arbitro:                           | Francescon (Padova) |       |       |                                                           |

| Arbitro: | De Magistris (Torino) |

|                           |           |                            |
| Gilardoni 31’ Savioni 35’ | Marcatori | 48’ (rig.) Negri 80’ Susan |

#### Girone di ritorno
| Arbitro: | Marchese (Napoli) |

|              |           |  |
| Scarascia 7’ | Marcatori |  |

| Arbitro: | Politano (Cuneo) |

|              |           |  |
| Bonacchi 53’ | Marcatori |  |

| Arbitro: | Gambarotta (Genova) |

|                              |           |                |
| Boldi 20’ (aut.) Savioni 46’ | Marcatori | 62’, 67’ Macor |

| Arbitro: | Annoscia (Bari) |

|  |           |              |
|  | Marcatori | 45’ Bonacchi |

| Arbitro: | Cariani (Roma) |

|                                    |           |  |
| Nyers 28’ Fontanot 51’ Savioni 74’ | Marcatori |  |

| San Benedetto del Tronto 13 marzo 1960 25ª giornata | Sambenedettese     | 0 – 0 | Lecco | Stadio Fratelli Ballarin\| Arbitro: \| Angelini (Firenze) \| |
| Arbitro:                                            | Angelini (Firenze) |       |       |                                                              |

| Arbitro: | Ascari (Carpi) |

|                  |           |  |
| Savioni 68’, 80’ | Marcatori |  |

| Brescia 27 marzo 1960 27ª giornata | Brescia           | 0 – 0 | Lecco | Stadio Mario Rigamonti\| Arbitro: \| Grignani (Milano) \| |
| Arbitro:                           | Grignani (Milano) |       |       |                                                           |

| Lecco 3 aprile 1960 28ª giornata | Lecco           | 0 – 0 | Cagliari | Stadio Mario Rigamonti\| Arbitro: \| Zaza (Molfetta) \| |
| Arbitro:                         | Zaza (Molfetta) |       |          |                                                         |

| Arbitro: | Adami (Roma) |

|             |           |                    |
| Bagnoli 45’ | Marcatori | 4’ (aut.) Fassetta |

| Lecco 17 aprile 1960 30ª giornata | Lecco           | 0 – 0 | Torino | Stadio Mario Rigamonti\| Arbitro: \| Rigato (Mestre) \| |
| Arbitro:                          | Rigato (Mestre) |       |        |                                                         |

| Arbitro: | Cataldo (Reggio Calabria) |

|              |           |  |
| Bonacchi 12’ | Marcatori |  |

| Arbitro: | Marchese (Napoli) |

|            |           |                    |
| Simoni 17’ | Marcatori | 15’, 69’ Gilardoni |

| Arbitro: | Francescon (Padova) |

|                   |           |  |
| Gilardoni 6’, 18’ | Marcatori |  |

| Arbitro: | Orlandini (Roma) |

|            |           |               |
| Secchi 53’ | Marcatori | 42’ Gilardoni |

| Arbitro: | Sbardella (Roma) |

|  |           |                      |
|  | Marcatori | 9’ Savioni 68’ Gotti |

| Arbitro: | Babini (Ravenna) |

|                                    |           |  |
| Gotti 37’ Savioni 65’ Fontanot 82’ | Marcatori |  |

| Arbitro: | Gambarotta (Genova) |

|               |           |                 |
| Gilardoni 55’ | Marcatori | 81’ Fracassetti |

| Arbitro: | Leita (Udine) |

|                        |           |  |
| Di Fant 4’ Fanello 17’ | Marcatori |  |

### Coppa Italia
| Arbitro: | Ferrari (Milano) |

|                           |           |               |
| Perversi 38’ Bellini 108’ | Marcatori | 63’ Gilardoni |

### Coppa dell'Amicizia italo-francese
| Arbitro: | Mourat |

|                 |           |                                     |
| Gotti 8’ (rig.) | Marcatori | 31’ Corbel 41’ Schirschin 70’ Buron |

| Arbitro: | Roversi |

|                              |           |  |
| Duzioni 13’ (aut.) Buron 72’ | Marcatori |  |

## Statistiche

### Statistiche di squadra
| Competizione | Punti | In casa | In casa | In casa | In casa | In casa | In casa | In trasferta | In trasferta | In trasferta | In trasferta | In trasferta | In trasferta | Totale | Totale | Totale | Totale | Totale | Totale | DR  |
| Competizione | Punti | G       | V       | N       | P       | Gf      | Gs      | G            | V            | N            | P            | Gf           | Gs           | G      | V      | N      | P      | Gf     | Gs     | DR  |
| ------------ | ----- | ------- | ------- | ------- | ------- | ------- | ------- | ------------ | ------------ | ------------ | ------------ | ------------ | ------------ | ------ | ------ | ------ | ------ | ------ | ------ | --- |
| Serie B      | 50    | 19      | 12      | 7       | 0       | 35      | 12      | 19           | 5            | 9            | 5            | 16           | 16           | 38     | 17     | 16     | 5      | 51     | 28     | +23 |
| Coppa Italia |       | -       | -       | -       | -       | -       | -       | 1            | 0            | 0            | 1            | 1            | 2            | 1      | 0      | 0      | 1      | 1      | 2      | -1  |
| Totale       |       | -       | -       | -       | -       | -       | -       | -            | -            | -            | -            | -            | -            | -      | -      | -      | -      | -      | -      | -   |

### Statistiche dei giocatori
| Giocatore     | Serie B  | Serie B | Coppa Italia | Coppa Italia | Totale   | Totale |
| Giocatore     | Presenze | Reti    | Presenze     | Reti         | Presenze | Reti   |
| ------------- | -------- | ------- | ------------ | ------------ | -------- | ------ |
| E. Arienti    | 37       | 0       | 1            | 0            | 38       | 0      |
| G. Bartoli    | 11       | 0       | 0            | 0            | 11       | 0      |
| R. Bicchierai | 37       | 0       | 1            | 0            | 38       | 0      |
| R. Bonacchi   | 31       | 9       | 1            | 0            | 32       | 9      |
| E. Bruschini  | 38       | -28     | 1            | -1           | 39       | -29    |
| E. Cardoni    | 33       | 0       | 1            | 0            | 34       | 0      |
| F. Duzioni    | 38       | 0       | 1            | 0            | 39       | 0      |
| F. Fontanot   | 37       | 6       | 1            | 0            | 38       | 6      |
| S. Franchi    | 14       | 0       | 0            | 0            | 14       | 0      |
| A. Gandini    | 3        | 0       | 0            | 0            | 3        | 0      |
| P. Garavino   | 1        | 0       | 0            | 0            | 1        | 0      |
| G. Gilardoni  | 13       | 9       | 1            | 1            | 14       | 10     |
| C. Gotti      | 33       | 6       | 1            | 0            | 34       | 6      |
| C. Gravina    | 6        | 1       | 0            | 0            | 6        | 1      |
| O. Maffeis    | 0        | 0       | 1            | -1           | 1        | -1     |
| G. Meregalli  | 1        | 0       | 0            | 0            | 1        | 0      |
| R. Nistri     | 3        | 0       | 0            | 0            | 3        | 0      |
| I. Nyers      | 27       | 8       | 1            | 0            | 28       | 8      |
| M. Saccani    | 1        | 0       | 0            | 0            | 1        | 0      |
| M. Savioni    | 36       | 10      | 1            | 0            | 37       | 10     |
| E. Tettamanti | 18       | 0       | 1            | 0            | 19       | 0      |